# 安田祐生
安田 祐生（やすだ ゆうき、1998年6月25日 - ）は、秋田県秋田市出身のプロサッカー選手。Jリーグ・ブラウブリッツ秋田所属。ポジションはゴールキーパー。

## 来歴
ブラウブリッツ秋田アカデミーの一期生。東京学芸大学在学中の2020年6月、特別指定選手としてブラウブリッツ秋田のトップチームに登録された。2021年1月13日、2021年シーズンからのブラウブリッツ秋田加入内定が発表された。
2023年は、新ユニフォーム発表のモデルを小澤らと一緒に務めた。

## 所属クラブ
- 八橋フットボールクラブスポーツ少年団 (秋田市立八橋小学校)[5]
- 秋田ロク・フットボールクラブ
- 秋田市立泉中学校
- ブラウブリッツ秋田U-18 (秋田高校)
- 東京学芸大学
  - 2020年6月 - 同年12月  ブラウブリッツ秋田（特別指定選手）
- 2021年 -  ブラウブリッツ秋田

## 個人成績
| 国内大会個人成績 | 国内大会個人成績 | 国内大会個人成績 | 国内大会個人成績 | 国内大会個人成績 | 国内大会個人成績 | 国内大会個人成績 | 国内大会個人成績 | 国内大会個人成績 | 国内大会個人成績 | 国内大会個人成績 | 国内大会個人成績 |
| 年度             | クラブ           | 背番号           | リーグ           | リーグ戦         | リーグ戦         | リーグ杯         | リーグ杯         | オープン杯       | オープン杯       | 期間通算         | 期間通算         |
| 年度             | クラブ           | 背番号           | リーグ           | 出場             | 得点             | 出場             | 得点             | 出場             | 得点             | 出場             | 得点             |
| 日本             | 日本             | 日本             | 日本             | リーグ戦         | リーグ戦         | リーグ杯         | リーグ杯         | 天皇杯           | 天皇杯           | 期間通算         | 期間通算         |
| ---------------- | ---------------- | ---------------- | ---------------- | ---------------- | ---------------- | ---------------- | ---------------- | ---------------- | ---------------- | ---------------- | ---------------- |
| 2021             | 秋田             | 30               | J2               | 0                | 0                | -                | -                | 0                | 0                | 0                | 0                |
| 2022             | 秋田             | 30               | J2               | 0                | 0                | -                | -                | 0                | 0                | 0                | 0                |
| 2023             | 秋田             | 30               | J2               | 0                | 0                | -                | -                | 0                | 0                | 0                | 0                |
| 通算             | 日本             | 日本             | J2               | 0                | 0                | -                | -                | 0                | 0                | 0                | 0                |
| 総通算           | 総通算           | 総通算           | 総通算           | 0                | 0                | -                | -                | 0                | 0                | 0                | 0                |

- 2020年 特別指定選手としての公式戦出場無し

## エピソード・人物
- キャンプが好きで、同僚の藤山智史や井上直輝と出かけている[6]。